# Aphelandra galba
Aphelandra galba är en akantusväxtart som beskrevs av Wasshausen. Aphelandra galba ingår i släktet Aphelandra och familjen akantusväxter. Inga underarter finns listade i Catalogue of Life.